# ليونارد كولين
ليونارد كولين (23 نوفمبر 1914 في جنوب أفريقيا - 15 سبتمبر 1984) (بالإنجليزية: Leonard Cullen)‏ هو لاعب كريكت جنوب أفريقي. لعب مع نادي مقاطعة نورثامبتونشير للكريكت ‏.

## وصلات خارجية
- ليونارد كولين على موقع إي آس بي آن كريك إنفو (الإنجليزية)